# Раданович, Саво
Саво Раданович (серб. Саво Радановић; родился 28 февраля 2009, Требине, Босния и Герцеговина) — сербский и боснийский футболист, вратарь клуба «Црвена звезда».

## Клубная карьера
Воспитанник боснийского «Леотара» и сербской «Лозницы», летом 2024 года Раданович присоединился к «Црвене звезде». 8 ноября 2024 года подписал свой первый профессиональный контракт с клубом. 2 марта 2025 года дебютировал за основную команду клуба в матче чемпионата Сербии против ИМТ, не пропустив ни одного мяча. В возрасте 16 лет и 2 дня он также стал самым молодым игроком в истории турнира.

## Карьера в сборной
Выступал за сборную Боснии и Герцеговины до 15 лет и за сборную Сербии до 17 лет.